# Nem chua Lai Vung
Nem chua Lai Vung là thương hiệu nem chua ở huyện Lai Vung, tỉnh Đồng Tháp. Làng nghề làm nem chua Lai Vung đã được Cục Sở hữu công nghiệp cấp chứng nhận chỉ dẫn hàng hóa với tên gọi "nem Lai Vung"; và đã được công nhận Di sản văn hóa phi vật thể quốc gia.

## Thành phần và chế biến
Nem được chế biến thủ công và theo phương thức gia truyền. Ba thành phần chính của nem là thịt, bì và gia vị. Thịt heo phải là thịt nạc và bì heo (da heo) trộn thính với tỉ lệ 8 thịt 2 bì. Thịt nạc heo được chọn lựa để làm là nạc đùi sau hoặc nạc mông heo, thịt phải tươi, còn ấm nóng và thớ thịt dẻo. Thịt cần lọc hết gân và mỡ, ngâm nước muối, sau đó để ráo, rồi xay nhuyễn. Ngày trước thịt được xắt, ngày nay nhờ có máy móc nên phần thịt được xay nhuyễn. Thịt nhuyễn được thêm đường, tiêu, tỏi ủ trong 2 ngày. Da heo được chọn là da phần thân, như thế mới đảm bảo độ giòn và độ dai. Da được luộc chín để ráo rồi xay nhuyễn, sau đó trộn với thịt. Sau khi thịt và da được trộn thì thêm gia vị. Gia vị gồm: muối, đường, tiêu, bột ngọt theo tỷ lệ phù hợp. Gia vị thêm vào sẽ làm cho nem có 4 vị chua, cay, mặn, ngọt. Sau đó, nem được thêm hạt tiêu đen, lát tỏi trắng,...
Nem sau khi được chế biến xong sẽ được gói lại. Chúng thường được gói bằng lá vông, bên ngoài là lá chuối. Do tình trạng thiếu nguyên liệu lá vông, lá chùm ruột có thể được dùng thay thế để gói, bên ngoài vẫn bọc lá chuối. Việc lót lá vông hay chùm ruột sẽ giúp nem lên men nhanh hơn. Từ năm 1995, nem cũng được gói bằng nilông. Sau khi nem được gói thì dùng dây cột lại bằng dây chuối. Ngày nay, việc cột dây nilông đã thay cho dây chuối. Chúng được buộc lại thành từng chiếc nem nhỏ.
Quá trình lên men của nem không qua xử lý nhiệt mà lên men tự nhiên. Qua 1 ngày, nem bắt đầu lên men, ngày thứ ba đã đủ độ chín để ăn được. Việc lên men nhanh hay chậm phụ thuộc vào độ dày của lá gói nem. Nem chín hoàn thành có màu sắc đỏ hồng.

## Lịch sử
Nghề làm nem Lai Vung bắt đầu từ những năm 1960 bởi một phụ nữ tên Nguyễn Thị Mặn, bà thường được người dân địa phương gọi là Tư Mặn. Bà cư ngụ ở ấp Tân Khánh, xã Tân Thành, quận Đức Thành, tỉnh Sa Đéc; ngày nay thuộc ấp Tân Khánh, xã Tân Thành, huyện Lai Vung, tỉnh Đồng Tháp. Bà làm nem chủ yếu để cúng giỗ, lễ Tết, biếu người thân. Sau đó, nhiều người theo bà học nghề. Nem được bán ở các chợ nhỏ, sau đó là các bến xe, rồi từ đó lan ra nhiều tỉnh thành.
Câu vè trong nghề làm nem: "Từng gói, từng gói/Nếu ai không giỏi thì gói không đều/Từng lá nhỏ tươi, bao tròn nhân thịt/Để lá ít thì nem lâu chua/Để thịt vừa vừa thì nem lâu chín".
Vào năm 2012, nem Lai Vung được Sách Kỷ lục Việt Nam ghi nhận nằm trong Top 10 đặc sản nem chả nổi tiếng Việt Nam. Năm 2013, Sách Kỷ lục Việt Nam công bố nem Lai Vung nằm trong Top 50 đặc sản quà tặng Việt Nam. Một số cơ sở làm nem Lai Vung đã được chính quyền tỉnh Đồng Tháp cấp giấy chứng nhận sản phẩm OCOP 3 sao và 4 sao.
Ngày 29 tháng 5 năm 2020, Bảo tàng tỉnh Đồng Tháp đã phối hợp với Phòng Văn hóa và Thông tin huyện Lai Vung tiến hành khảo sát lập hồ sơ khoa học đề nghị Bộ Văn hóa, Thể thao và Du lịch Việt Nam đưa làng nghề làm nem ở huyện Lai Vung, tỉnh Đồng Tháp vào Danh mục di sản văn hóa phi vật thể quốc gia. Ngày 10 tháng 11 năm 2023, nghề làm nem Lai Vung đã được Bộ Văn hóa, Thể thao và Du lịch Việt Nam công nhận là di sản văn hóa phi vật thể quốc gia theo Quyết định 3409/QÐ-BVHTTDL. Ngày 25 tháng 1 năm 2024, lễ đón nhận Di sản văn hóa phi vật thể quốc gia nghề thủ công truyền thống “Nghề làm nem” được tổ chức tại Lai Vung.

## Thương mại
Nem được ăn trực tiếp hoặc kết hợp với các món ăn khác như bún, bánh mì,
...Ở Lai Vung có 20 cơ sở sản xuất nem với 20 nhãn hiệu: Giáo Thơ, Út Thắng, Thanh Xuân, Ba Liêm, Cô Hoàn, Thanh Sơn, Chiến Ngoan, Hoàng Oanh, Út Thẳng, Tư Minh, Hoàng Khánh,...Các cơ sở sản xuất chủ yếu nằm ở xã Tân Thành, tuy nhiên các điểm bán tập trung ở xã Long Hậu và thị trấn Lai Vung nơi có Quốc lộ 80 chạy qua.
Từ chỗ làm thủ công gia đình, nem được sản xuất công nghiệp với máy móc và cơ sở bảo quản, và được bán tại siêu thị, trung tâm thương mại; có 300 lao động ổn định ở địa phương Lai Vung hoạt động nghề nem. Giá trị kinh tế đạt 60 tỉ VND/năm. Cục Sở hữu công nghiệp đã cấp chứng nhận chỉ dẫn hàng hóa cho làng nghề làm nem ở Lai Vung với tên gọi "nem Lai Vung". Giá một chùm nem trung bình là từ 25.000 đến 35.000 VND. Một số cơ sở sản xuất như cơ sở nem Út Thẳng, ở ấp Long Thành A, xã Long Hậu bán trung bình 8.000 - 14.000 chiếc nem/ngày. Nem tiêu thụ mạnh nhất là từ tháng 1 đến tháng 4 âm lịch. Chúng hút hàng mạnh nhất là vào dịp cuối năm.